# Pennywise
Pennywise ist eine 1988 gegründete, US-amerikanische Punkband aus dem kalifornischen Hermosa Beach, die dem Melodic Hardcore zugerechnet wird. Sie gilt mit über drei Millionen verkauften Alben (Stand: 2007) als eine der erfolgreichsten unabhängigen Punkbands und zählt als einer der Vorreiter des Melodic Hardcore.

## Der Name
Der Namensgeber der Band ist der Clown Pennywise aus Stephen Kings Roman Es (It) (vgl. Liedtext „Pennywise“ auf dem gleichnamigen Album von 1991).
Im Englischen existiert das Wort „pennywise“ nur im festen Ausdruck „to be penny-wise and pound-foolish“. Er beschreibt das Fehlverhalten, bei Pfennigbeträgen sparsam zu sein, aber gleichzeitig große Summen zum Fenster herauszuschmeißen, also „am falschen Ende zu sparen“. Als Anlehnung an dieses Sprichwort nennen sich die Veröffentlicher einiger Pennywise-Alben „Pound Foolish“.

## Geschichte
Gegründet wurde die Band 1988 von Jim Lindberg (Gesang), Fletcher Dragge (Gitarre), Jason Thirsk (Bass) und Byron McMackin (Schlagzeug). Ihre Alben veröffentlichten sie seit 1991 bei Epitaph Records, wo auch andere bekannte Skatepunk-/Melodycore-Bands wie NOFX oder Bad Religion unter Vertrag stehen bzw. standen.
Seit Veröffentlichung des Albums About Time 1995 ist die Formation auch weltweit in den Charts vertreten.
Die Band veröffentlichte am 25. März 2008 ihr neuntes Album Reason to Believe kostenlos bei Myspace. Die Möglichkeit zum kostenlosen Download bestand zwei Wochen, danach erschien es konventionell im Handel. In Europa erschien auch dieses Album bei Epitaph.
Im August 2009 trennte sich Sänger Jim Lindberg nach 19 Jahren von der Band. Am 3. September 2009 wurde bekanntgegeben, dass Pennywise bei den Shows auf dem Smokeout Festival von Ignite-Sänger Zoltán Téglás unterstützt würde. Aus dieser Übergangslösung wurde eine feste Bandmitgliedschaft. Das erste Album in der neuen Besetzung mit dem Titel All or Nothing erschien am 1. Mai 2012 wieder über Epitaph Records.
Im Jahr 2011 war die Band in Deutschland auf Tour unterwegs und gab auch 2012 im Rahmen einer Europa-Tour wieder mehrere Konzerte im deutschsprachigen Raum. Nachdem Téglás beim Auftritt auf dem With-Full-Force-Festival wegen Rückenproblemen mehrfach zusammengebrochen war, sagte die Band alle weiteren Auftritte für 2012 ab. Im Oktober 2012 gab die Band bekannt, dass Jim Lindberg zurückkommen und den verletzten Téglás dauerhaft ersetzen werde.
Am 15. Juli 2014 erschien das elfte Studioalbum Yesterdays bei Epitaph Records.
Die Band und insbesondere ihr ehemaliger Frontmann Zoltán Téglás unterstützen die Sea Shepherd Conservation Society, die sich besonders dem Schutz von Walen und dem Kampf gegen illegale Fischerei verschrieben hat.

## Stil
Pennywise verwendet üblicherweise anspruchsvolle, gesellschaftskritische, oft auch politische Texte. Der Musikstil ist vergleichsweise „harter“, aggressiver Melodic Hardcore.

## Diskografie

### Studioalben
| Jahr | Titel Musiklabel                  | Höchstplatzierung, Gesamtwochen, AuszeichnungChartplatzierungen (Jahr, Titel, Musiklabel, Platzierungen, Wochen, Auszeichnungen, Anmerkungen) | Höchstplatzierung, Gesamtwochen, AuszeichnungChartplatzierungen (Jahr, Titel, Musiklabel, Platzierungen, Wochen, Auszeichnungen, Anmerkungen) | Höchstplatzierung, Gesamtwochen, AuszeichnungChartplatzierungen (Jahr, Titel, Musiklabel, Platzierungen, Wochen, Auszeichnungen, Anmerkungen) | Höchstplatzierung, Gesamtwochen, AuszeichnungChartplatzierungen (Jahr, Titel, Musiklabel, Platzierungen, Wochen, Auszeichnungen, Anmerkungen) | Anmerkungen                             |
| Jahr | Titel Musiklabel                  | DE | AT | CH | US | Anmerkungen                             |
| ---- | --------------------------------- | --- | --- | --- | --- | --------------------------------------- |
| 1991 | Pennywise Epitaph Records         | — | — | — | — | Erstveröffentlichung: 22. Oktober 1991  |
| 1993 | Unknown Road Epitaph Records      | — | — | — | — | Erstveröffentlichung: 17. August 1993   |
| 1995 | About Time Epitaph Records        | DE76 (12 Wo.)DE | — | — | US96 (6 Wo.)US | Erstveröffentlichung: 13. Juni 1995     |
| 1997 | Full Circle Epitaph Records       | — | — | — | US79 (4 Wo.)US | Erstveröffentlichung: 22. April 1997    |
| 1999 | Straight Ahead Epitaph Records    | DE93 (2 Wo.)DE | — | — | US62 (7 Wo.)US | Erstveröffentlichung: 1. Juni 1999      |
| 2001 | Land of the Free? Epitaph Records | — | — | CH89 (2 Wo.)CH | US67 (9 Wo.)US | Erstveröffentlichung: 19. Juni 2001     |
| 2003 | From the Ashes Epitaph Records    | DE77 (1 Wo.)DE | — | CH47 (3 Wo.)CH | US54 (2 Wo.)US | Erstveröffentlichung: 9. September 2003 |
| 2005 | The Fuse Epitaph Records          | DE100 (1 Wo.)DE | — | CH60 (2 Wo.)CH | US78 (2 Wo.)US | Erstveröffentlichung: 9. August 2005    |
| 2008 | Reason to Believe Epitaph Records | — | — | CH97 (1 Wo.)CH | US98 (1 Wo.)US | Erstveröffentlichung: 25. März 2008     |
| 2012 | All or Nothing Epitaph Records    | DE49 (2 Wo.)DE | AT69 (1 Wo.)AT | CH34 (2 Wo.)CH | US76 (1 Wo.)US | Erstveröffentlichung: 1. Mai 2012       |
| 2014 | Yesterdays Epitaph Records        | DE41 (1 Wo.)DE | — | CH52 (1 Wo.)CH | US62 (1 Wo.)US | Erstveröffentlichung: 15. Juli 2014     |
| 2018 | Never Gonna Die Epitaph Records   | DE24 (1 Wo.)DE | AT27 (1 Wo.)AT | CH23 (1 Wo.)CH | US119 (1 Wo.)US | Erstveröffentlichung: 20. April 2018    |

### Livealben
| Jahr | Titel                               | Höchstplatzierung, Gesamtwochen, AuszeichnungChartplatzierungen (Jahr, Titel, Platzierungen, Wochen, Auszeichnungen, Anmerkungen) | Höchstplatzierung, Gesamtwochen, AuszeichnungChartplatzierungen (Jahr, Titel, Platzierungen, Wochen, Auszeichnungen, Anmerkungen) | Höchstplatzierung, Gesamtwochen, AuszeichnungChartplatzierungen (Jahr, Titel, Platzierungen, Wochen, Auszeichnungen, Anmerkungen) | Höchstplatzierung, Gesamtwochen, AuszeichnungChartplatzierungen (Jahr, Titel, Platzierungen, Wochen, Auszeichnungen, Anmerkungen) | Anmerkungen                            |
| Jahr | Titel                               | DE | AT | CH | US | Anmerkungen                            |
| ---- | ----------------------------------- | --- | --- | --- | --- | -------------------------------------- |
| 2000 | Live @ the Key Club Epitaph Records | — | — | — | US198 (1 Wo.)US | Erstveröffentlichung: 24. Oktober 2000 |

### EPs
- 1989: A Word from the Wise
- 1989: Wildcard

### Singles
- 1993: Homesick
- 1994: Tomorrow/Don’t Feel Nothing
- 1995: Same Old Story
- 1997: Society
- 1999: Alien
- 1999: Down Under
- 2000: Victim of Reality
- 2001: Fuck Authority
- 2001: Divine Intervention
- 2003: Yesterdays
- 2003: Waiting
- 2004: God Save the USA
- 2005: Disconnect
- 2005: Knocked Down
- 2008: The Western World
- 2008: Die For You
- 2009: One Reason
- 2012: All or Nothing
- 2012: Let Us Hear Your Voice

## Auszeichnungen für Musikverkäufe
| Goldene Schallplatte - Australien - 1998: für das Album About Time - 1999: für das Album Full Circle |

| Land/RegionAuszeichnungen für Musikverkäufe (Land/Region, Auszeichnungen, Verkäufe, Quellen) | Gold     | Platin | Verkäufe | Quellen     |
| -------------------------------------------------------------------------------------------- | -------- | ------ | -------- | ----------- |
| Australien (ARIA)                                                                            | 2× Gold2 | —      | 70.000   | aria.com.au |
| Insgesamt                                                                                    | 2× Gold2 | —      |          |             |

## Bro Hymn Tribute
Bro Hymn Tribute wird zum Abschluss jedes Konzertes gespielt. Es ist dem 1996 verstorbenen Bassisten Jason Thirsk gewidmet, welcher sich entweder versehentlich beim Reinigen einer Waffe erschoss oder aber Suizid verübte, wobei letzteres als wahrscheinlicher gilt. Für ihn stieg später Randy Bradbury als neuer Bassist ein.
Das Lied erschien auf den Alben Full Circle, Live @ The Key Club und im Original auf Pennywise. Der Text wurde leicht verändert (man fügte anstelle der Namen von drei Freunden der Band den vollen Namen des Bassisten ein). Außerdem wird die Bro Hymn auch als Tormusik beim VfB Stuttgart, den Philadelphia Flyers, den Anaheim Ducks, den Blue Devils Weiden, dem FC Wacker Innsbruck, dem KRC Genk und dem EHC Biel, sowie als Einlaufmusik der Recklinghausen Chargers gespielt. Auf den Gitarren und Bässen der Bandmitglieder sind überall auch die Initialen von Jason Matthew Thirsk – JMT – durch einen Aufkleber oder ein Metallplättchen vertreten.

## Dokumentarfilm
Jim Lindberg ist in dem Dokumentarfilm The other F-Word („Das andere F-Wort“) aus dem Jahr 2011 zu sehen. Er spricht über das Bandleben im Gegensatz zum Familienleben mit Frau und Kindern. Dieser Kontrast war für ihn der Anlass zum Ausstieg aus der Band im Jahr 2009. Nach einer dreijährigen Pause kehrte er jedoch im Oktober 2012 zurück, um den Frontmann Zoltán Téglás, der wegen schwerer Rückenprobleme nicht mehr auftreten konnte, zu ersetzen. Neben Jim Lindberg kommen in dem Dokumentarfilm auch die anderen Bandmitglieder sowie Mitglieder anderer Bands wie Fat Mike von NOFX, Flea von Red Hot Chili Peppers, Lars Frederiksen und Matt Freeman von Rancid, Brett Gurewitz und Greg Hetson von Bad Religion, Mark Hoppus von blink-182, Tim McIlrath von Rise Against und viele andere zu Wort. Auch der Skater Tony Hawk oder der BMX-Fahrer und Produzent Rick Thorne werden befragt. „Das andere F-Wort“ bedeutet in diesem Fall Fatherhood (Vaterschaft).